# Agnolo Gaddi
Agnolo Gaddi (1350 circa – 15 ottobre 1396) è stato un pittore italiano.
Era figlio di Taddeo Gaddi, anch'egli pittore di fama, forse il principale discepolo di Giotto. La sua arte, dal tono spesso garbatamente fiabesco, mostra un legame mai reciso con gli schematismi giotteschi della prima metà del Trecento, aggiornato con qualche suggestione tardogotica.

## Biografia e opere

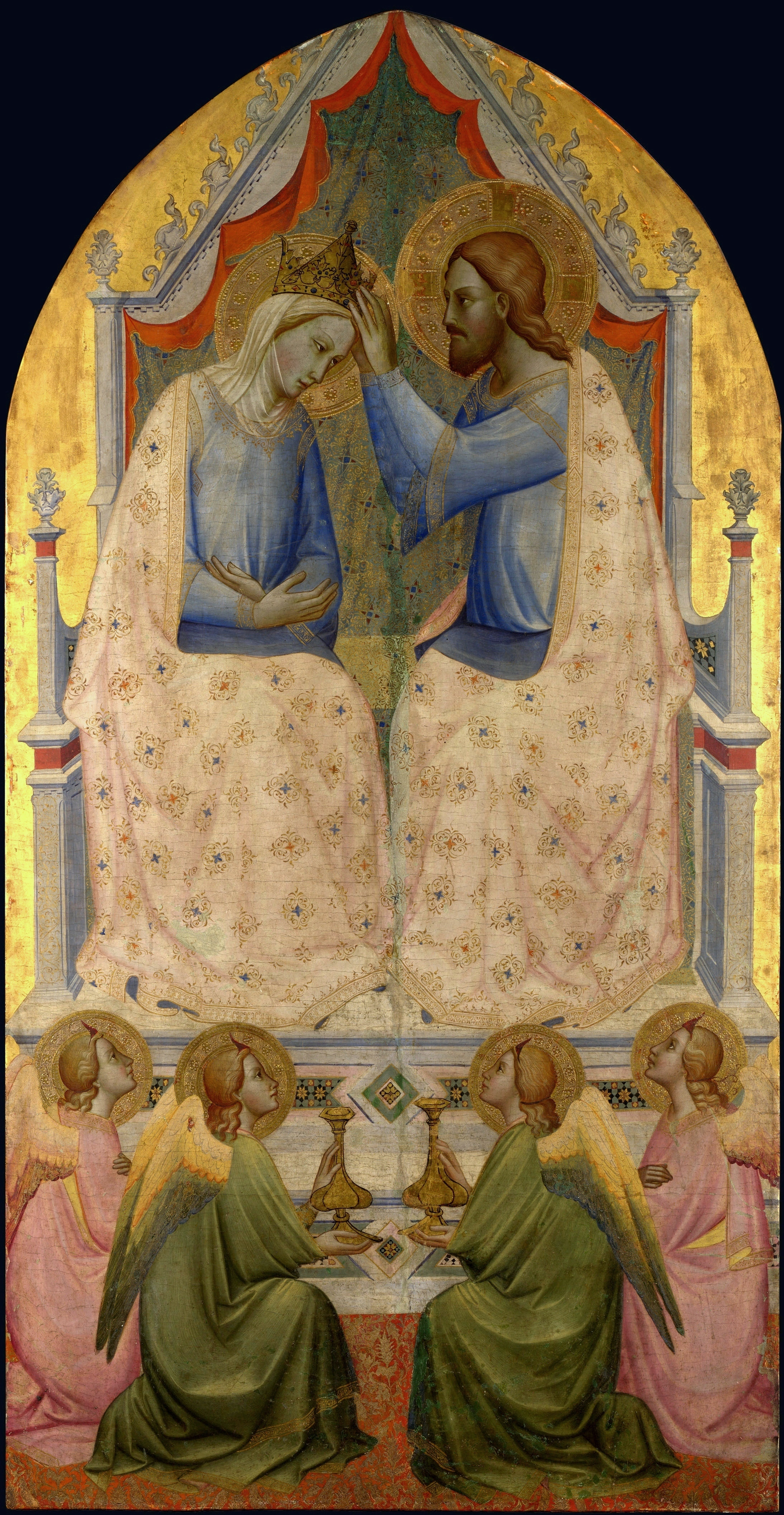
Incoronazione della Vergine (c 1380), National Gallery of Art di Washington

Nacque intorno al 1350, dal momento che il primo documento che lo ricorda, datato 2 ottobre 1369, lo vede lavorare a Roma col fratello maggiore Giovanni e i compagni di apprendistato Giovanni da Milano e Giottino. La sua formazione fu evidentemente nell'ambito di una famiglia di pittori che enumerava oltre al fratello Giovanni (di cui poco si sa, forse perché morì prematuramente) anche il noto padre Taddeo e il nonno Gaddo di Zenobi; altri documenti, che lo citano in merito a pagamenti per lavori effettuati a Firenze tra il 1376 e il 1386, evidenziano due aspetti: la piena autonomia professionale raggiunta e una stretta collaborazione con scultori fiorentini per i quali forniva i disegni delle opere da realizzare.
Alla fase giovanile risale il polittico datato 1375 con la Madonna in trono col Bambino e santi, destinato alla chiesa domenicana di Santa Maria Novella e oggi conservato alla Galleria nazionale di Parma.
Nel 1387 si iscrisse alla Compagnia di San Luca.

### In Santa Croce

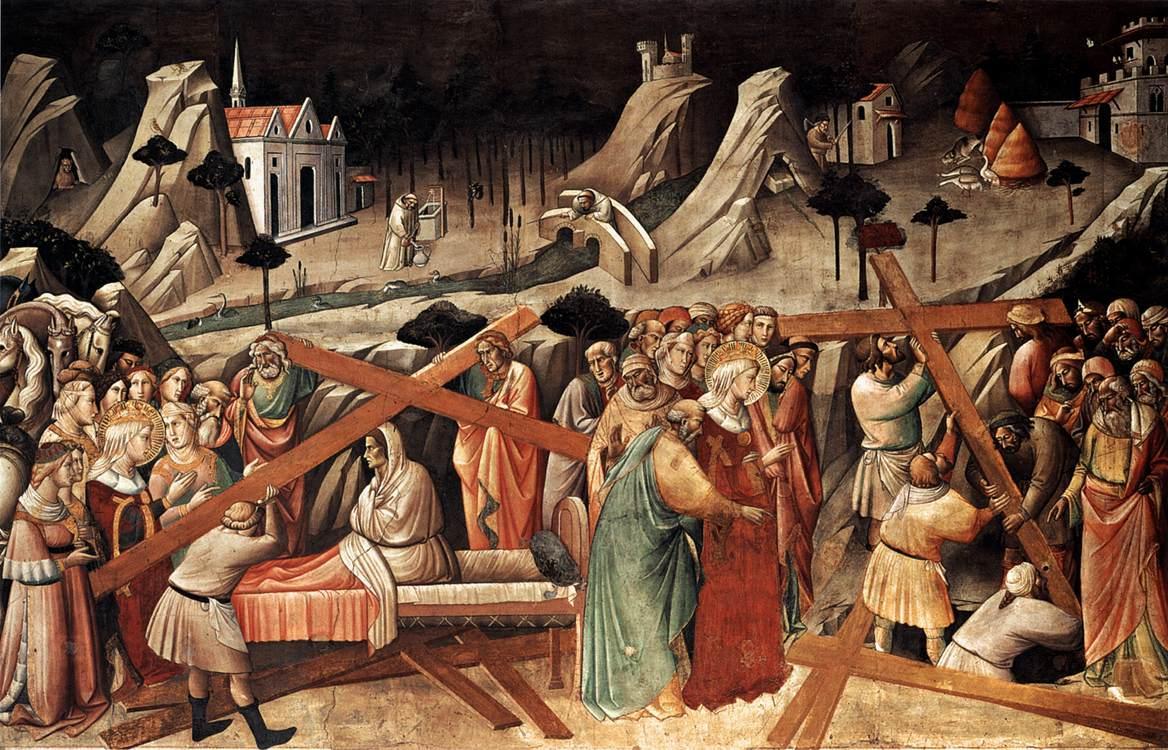
Il ritrovamento della Vera Croce da parte di san'Elena

Agnolo Gaddi affrescò, su commissione di Jacopo degli Alberti, la Cappella Maggiore della chiesa di Santa Croce a Firenze con la Leggenda della Vera Croce, seguendo la duecentesca Leggenda Aurea di Jacopo da Varagine (molto cara ai francescani).
La narrazione inizia con Seth che riceve da san Michele un ramo dell'albero della conoscenza del Bene e del Male; poi Seth pianta il ramo sul sepolcro di Adamo. Successivamente il ciclo narrativo prosegue con la Crescita dell'albero e costruzione di un ponte con il suo legno; dinnanzi al ponte la Regina di Saba si inginocchia profetizzando la futura morte del Salvatore. Messo a conoscenza del fatto, Salomone fa seppellire la trave, che viene poi ritrovata degli Israeliti i quali ne fanno la Croce della crocefissione di Cristo. Attorno al 300 la madre dell'imperatore Costantino Sant'Elena ritrova la Croce e, per verificarne l'origine, prova con essa a sfiorare un morto facendolo resuscitare. Sulla parete sinistra, Elena riporta la Croce a Gerusalemme e Cosroe, re dei Persiani, trafuga la reliquia. Gli ultimi tre episodi rappresentano Cosroe adorato dai propri cortigiani, il Sogno di Eraclio (l'imperatore bizantino che si vede vittorioso) e infine la Decapitazione di Cosroe e l'entrata in Gerusalemme di Eraclio vestito da pellegrino. Anche se poco innovativi, gli affreschi sono estremamente interessanti sia per il naturalismo che per le citazioni di vicende di vita quotidiana che il Gaddi distribuisce con disinvoltura in tutto il ciclo. È questa probabilmente l'opera più significativa di Agnolo (da qui il Vasari copiò una figura che inserì come ritratto del Gaddi nelle sue Vite).
Tra il 1383 e il 1385 circa affrescò la Cappella Castellani (detta anche del Santissimo). Il ciclo narrativo comprende Storie di sant'Antonio, di san Giovanni Battista, di san Giovanni Evangelista e di san Nicola (le prime forse opera di Gherardo Starnina).

### Prato
Nel 1391 Agnolo Gaddi ottenne (insieme a Niccolò di Pietro Gerini) un'importante commessa di lavoro a Prato, dove decorò il Palazzo Datini (opere perdute); ancora a Prato affrescò la Cappella del Sacro Cingolo nel Duomo di Prato. Nel ciclo di affreschi con le Storie della Vergine e del Sacro Cingolo (1392-1395) il Gaddi narra la leggenda secondo la quale Maria avesse donato la Cintola (simbolo della castità e prova non discutibile) all'apostolo Tommaso. La reliquia, ritrovata e donata nel XII secolo a un mercante di nome Michele Dagomari, giunse a Prato. La cappella venne infatti costruita e fatta affrescare per conservare la reliquia. Questa, è una delle poche opere che lasciano intravedere alcune piccole novità pittoriche, specialmente nella resa notturna della Natività e nel Viaggio sulla nave della Cintola.
Agnolo fu anche prolifico esecutore di opere su tavola, delle quali non sempre si conosce la destinazione originaria e che per la maggior parte sono oggi in musei italiani o esteri: gli sono attribuiti un polittico con la Madonna in trono col Bambino e santi, oggi alla National Gallery di Washington; un trittico per la chiesa della Santissima Annunziata, di cui restano solo alcuni frammenti con San Nicola, san Giuliano e loro storie, oggi a Monaco (Alte Pinakothek); il trittico del Museo della collegiata di Sant'Andrea di Empoli; la Madonna del latte tra quattro santi e due angeli, nella Galleria dell'Accademia a Firenze; una tavola con la Madonna col Bambino e quattro santi, alla National Gallery of Victoria; la splendida Incoronazione della Vergine, conservata alla National Gallery di Washington; un maestoso Crocifisso nella Pieve di San Martino (Sesto Fiorentino); una Crocifissione oggi agli Uffizi.
Interessante, anche se poco noto, è l'immenso tabernacolo di Sant'Anna (circa 18 m²) a Figline di Prato (prospiciente alle cave di serpentino, il "marmo verde"), che anticipa la composizione dell'omonima opera (Sant'Anna metterza) di Masaccio e Masolino.
Durante il suo soggiorno pratese, nel 1392, a causa di un contenzioso con il Comune di Firenze relativo a tasse non pagate, le autorità fiorentine inviarono a Prato un ufficiale incaricato di arrestare il pittore, che però grazie all'aiuto di persone amiche riuscì a liberarsi e a rendersi irreperibile. La faccenda si risolse forse subito dopo, in virtù dei puntuali pagamenti che Agnolo poté riscuotere per i lavori nel duomo di Prato. Nel 1394 infatti era di nuovo presente a Firenze, dove ricevette incarichi per la chiesa di San Miniato al Monte e per la Cattedrale (Santa Maria del Fiore di Firenze).
Come riportato dal Registro dei Morti di Firenze, tenuto dagli Ufficiali della Grascia, nel "1396, die XV mensis ottobr. Angelus Taddey taddi (anziché Gaddi) pictor de populo Sancti Petri magioris Quartierio Santi Johannis, seppultus in ecclesia Sante Crucis. Retulit Dopninus Fortiori becchamortus: banditus fuit" (Milanesi).

## Il giudizio critico
Agnolo Gaddi visse in un periodo di transizione per l'arte in generale e in particolare per l'arte fiorentina. Profondamente influenzato (come peraltro il padre) da Giotto, non riuscì ad apportare alcun rinnovamento e rappresentò uno degli ultimi seguaci del grande maestro. Artista molto richiesto, viene spesso portato ad esempio di un certo ristagno dell'arte fiorentina nella seconda metà del secolo, con limiti quali l'espressione dei volti, dove non riesce mai ad andare oltre un'intonazione vacua e laconica. Critici del XX secolo quali Giulio Carlo Argan e il Toesca (che lo definisce "monotono e senza vita, prolisso narratore, reso popolare dalla stessa mancanza di profondità psicologica, dalla inanità di espressione plastica, dalla superficiale vaghezza del colore") lo citano con estrema polemica; lo stesso giudizio negativo aveva espresso il Vasari. Nonostante questo, come gli viene riconosciuto dallo stesso Toesca, ebbe un grande successo professionale, avendo ricevuto importanti commissioni dai francescani di Firenze e dal ricco mercante pratese Francesco Datini.
Solo negli ultimi anni, anche in virtù di una maggiore conoscenza della sua opera completa e di restauri compiuti su alcuni suoi dipinti, alcuni critici lo hanno parzialmente rivalutato.
Da citare, inoltre, che Lorenzo Monaco e Cennino Cennini compirono le prime esperienze nella bottega del Gaddi.

## Dipinti

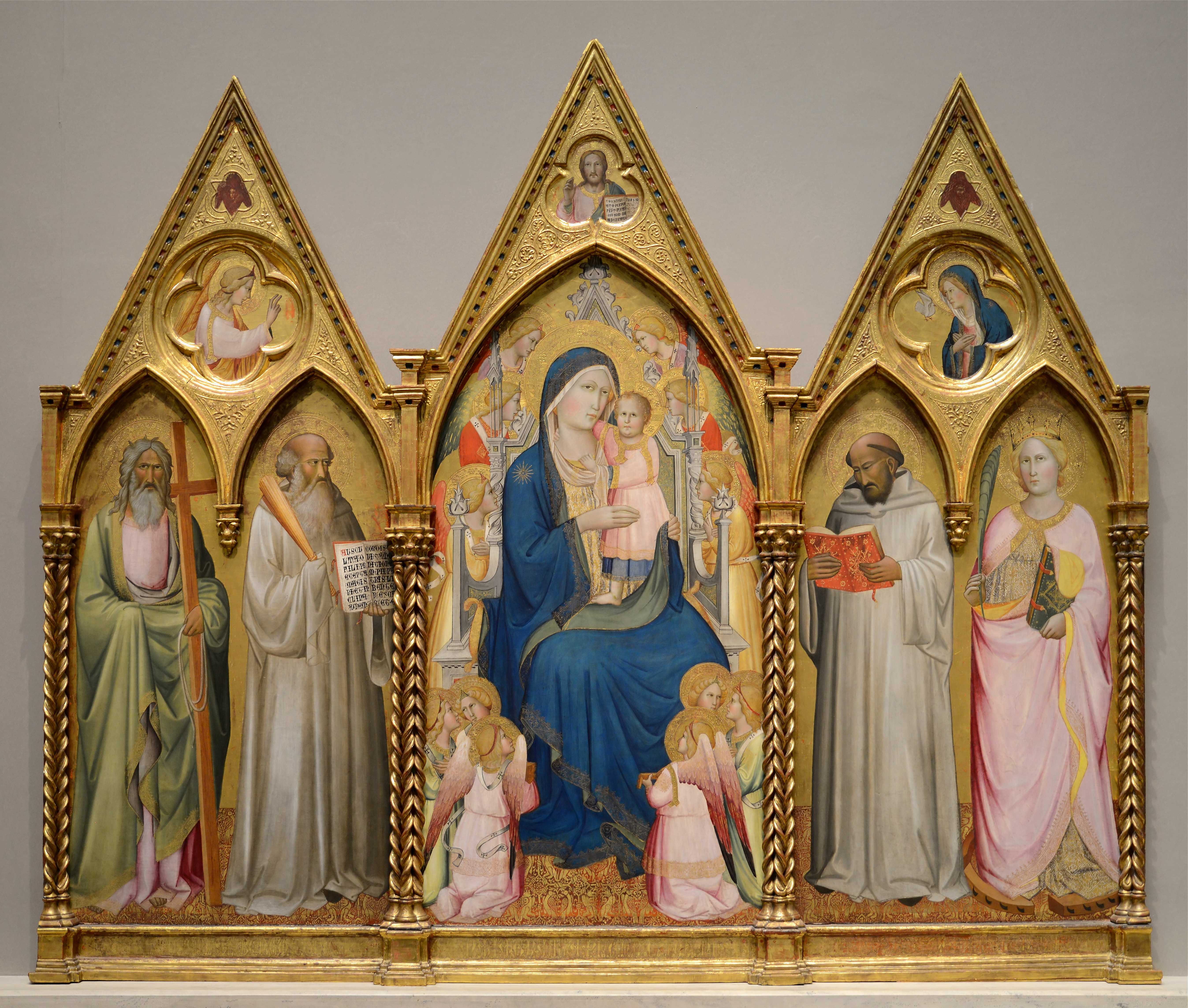
Il polittico di Washington
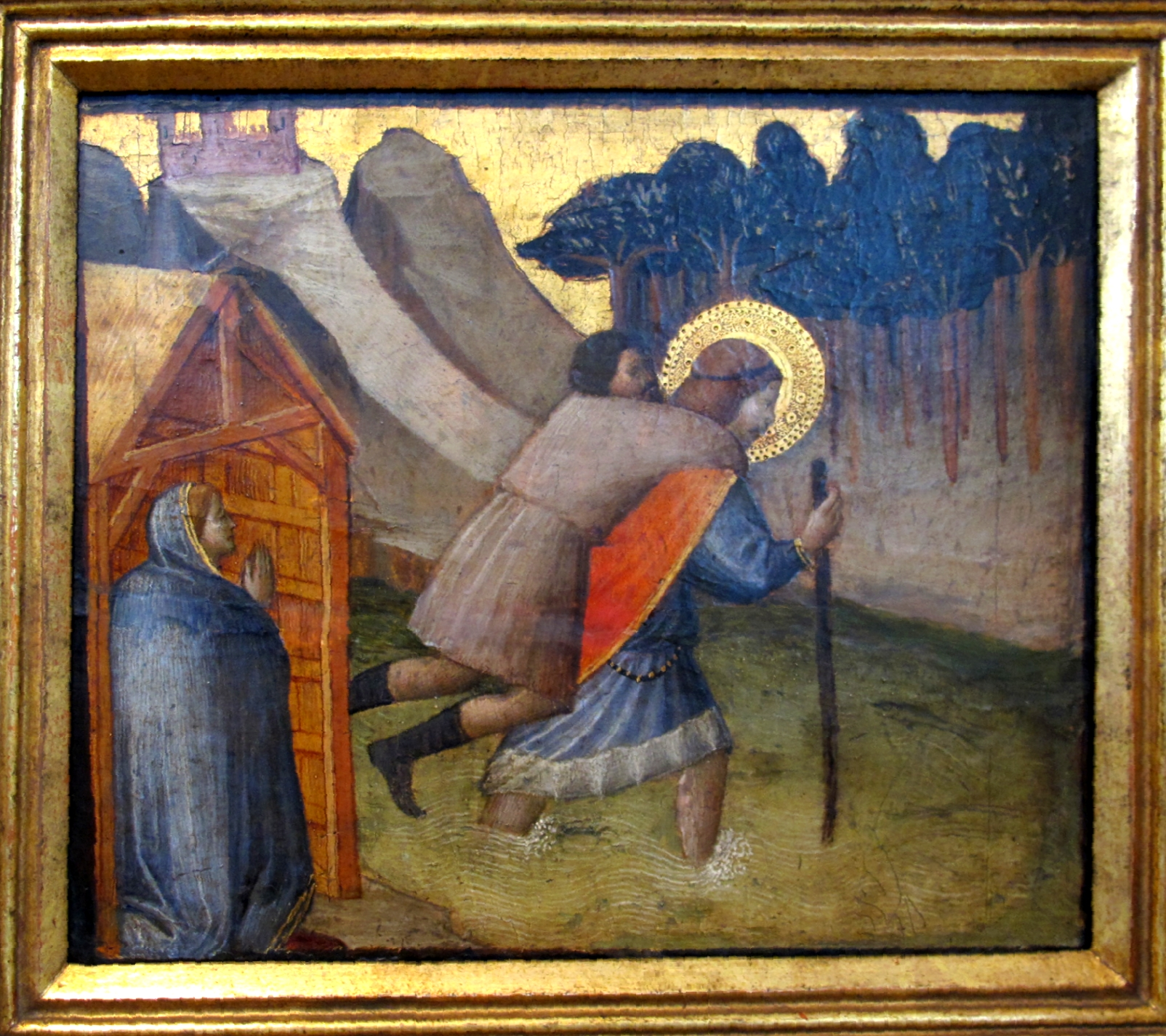
Storia di san Giuliano, parte di predella a Monaco
La tavola di Victoria
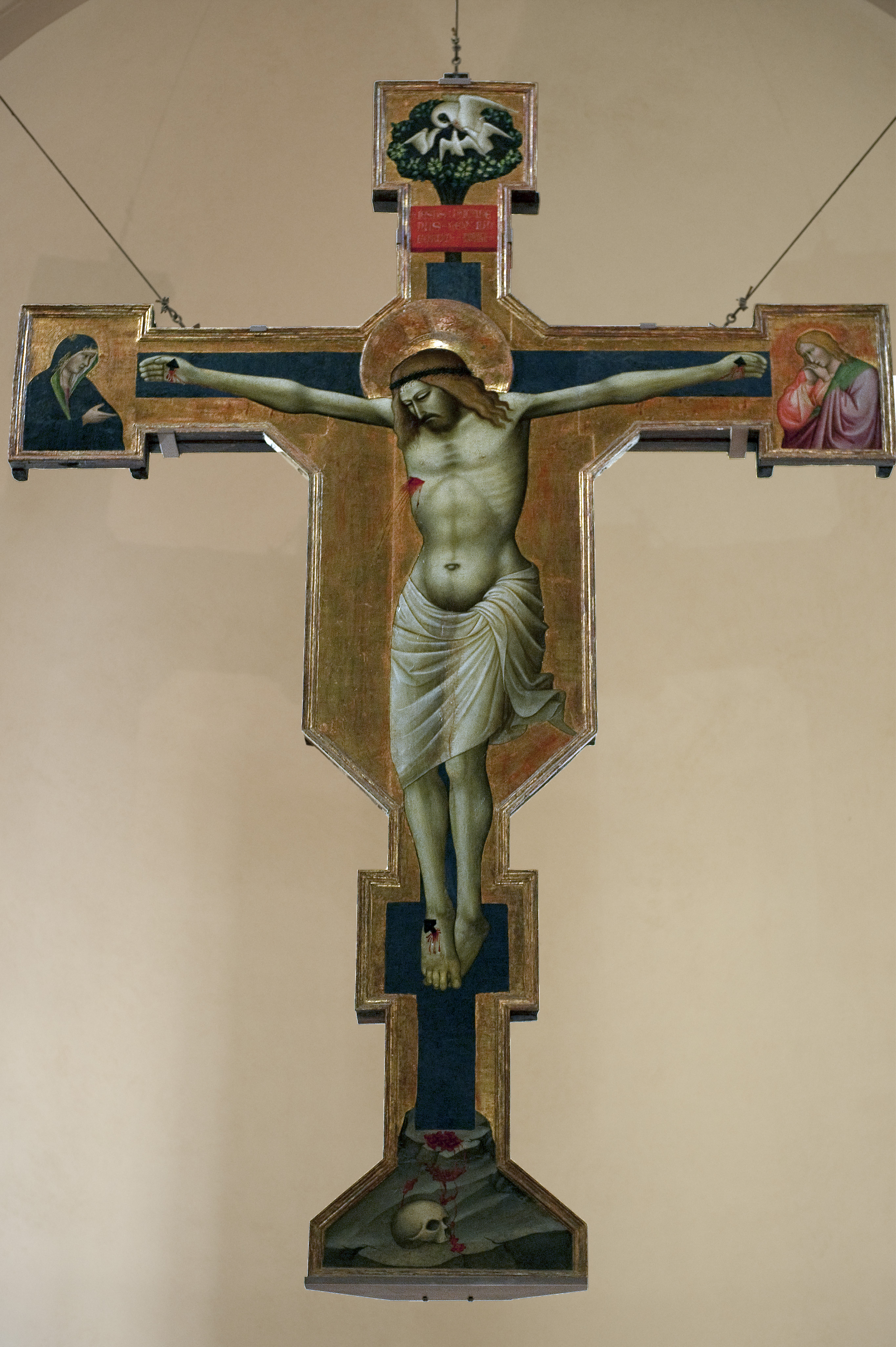
Il Crocifisso di Sesto Fiorentino
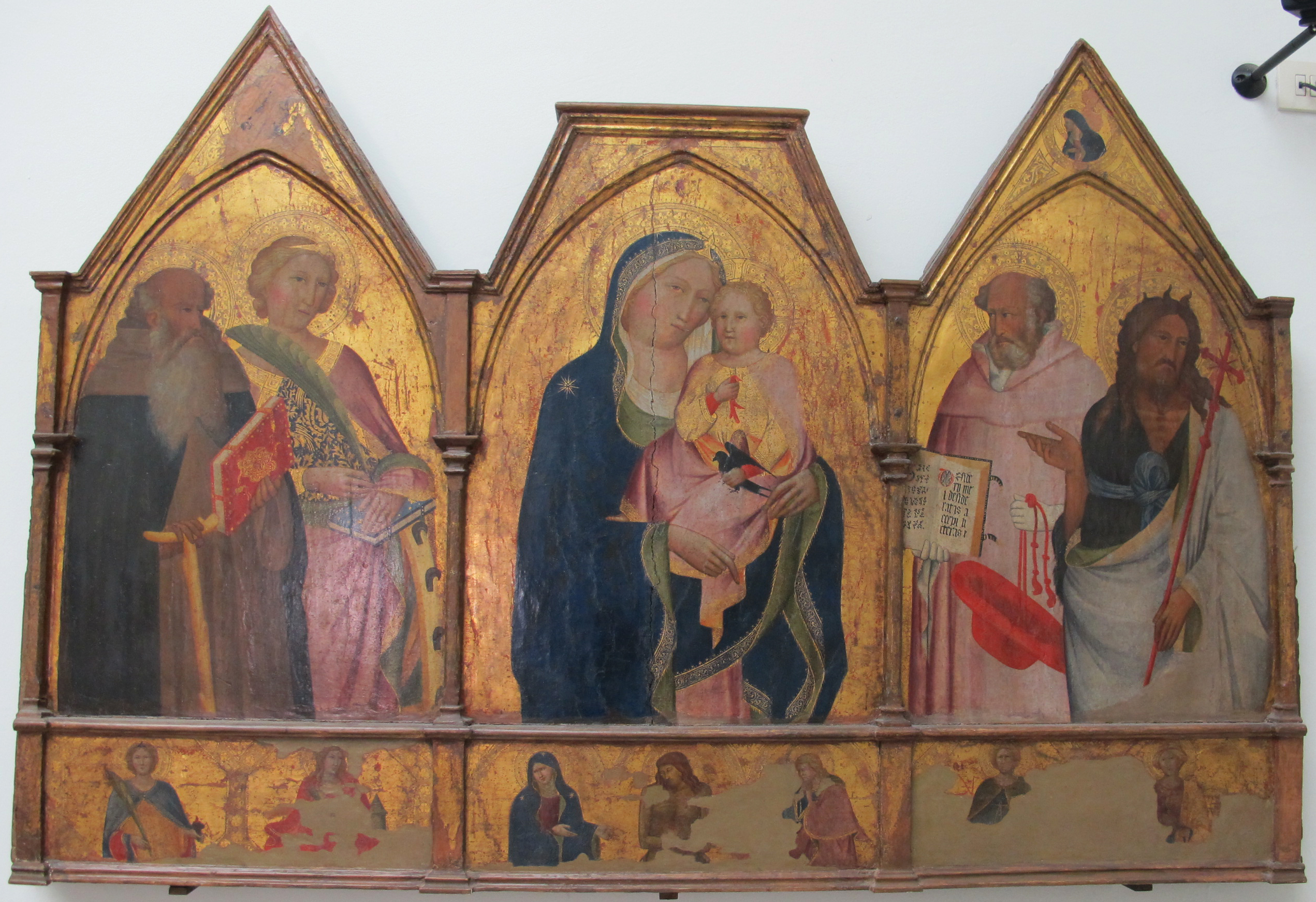
Il trittico di Empoli
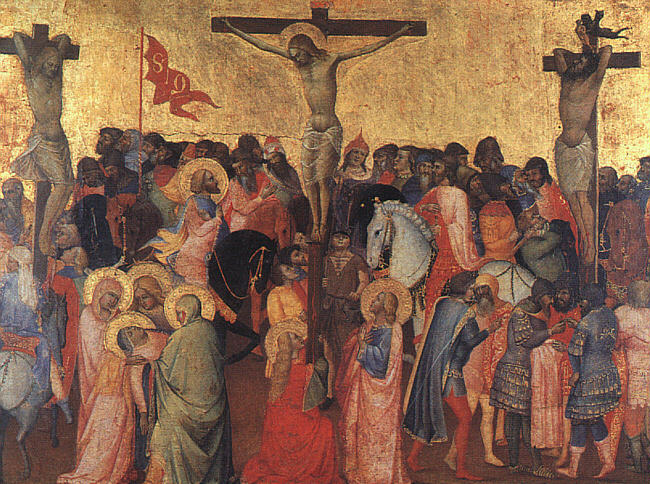
La Crocefissione agli Uffizi
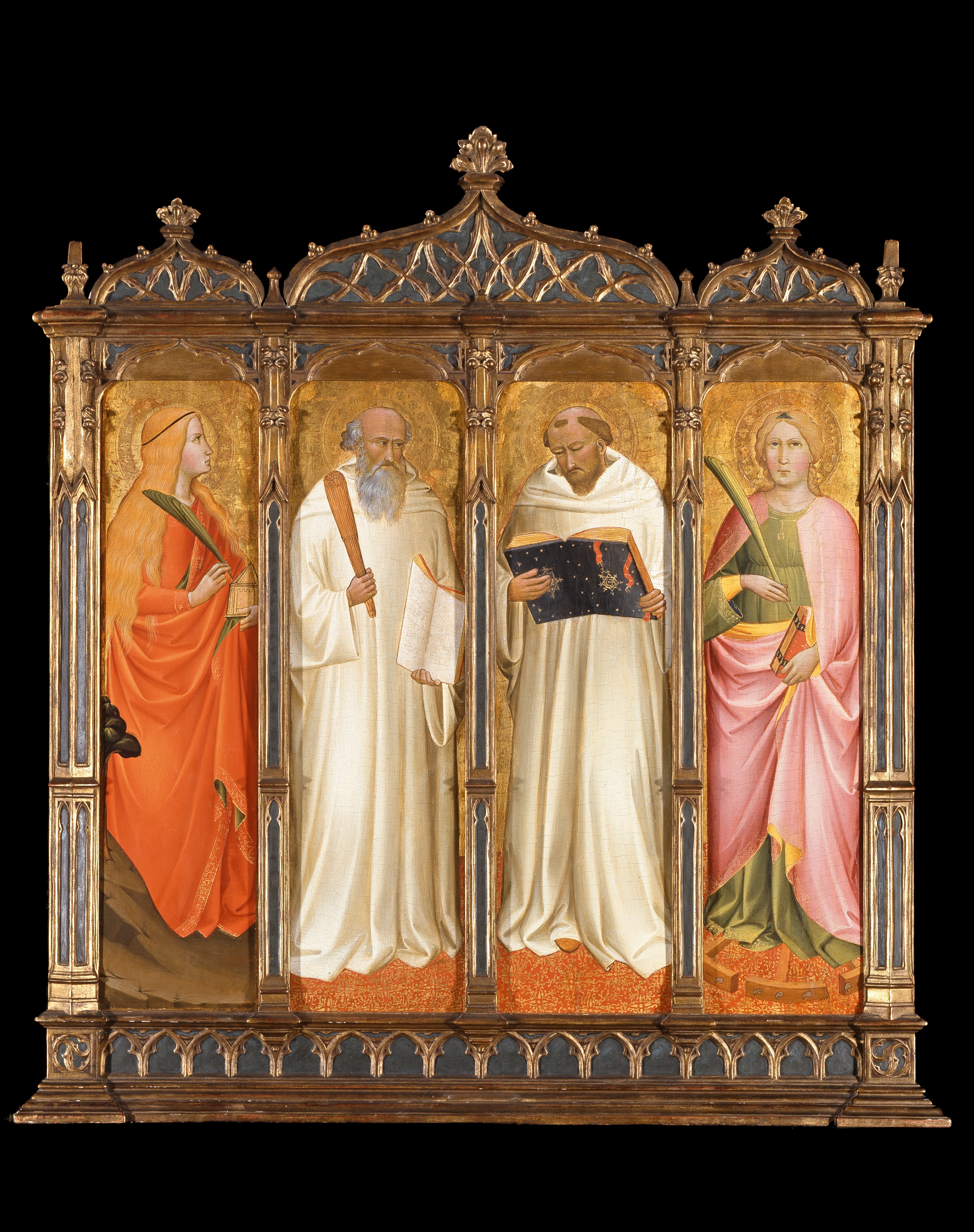
Quattro santi all'Indianapolis Museum of Art
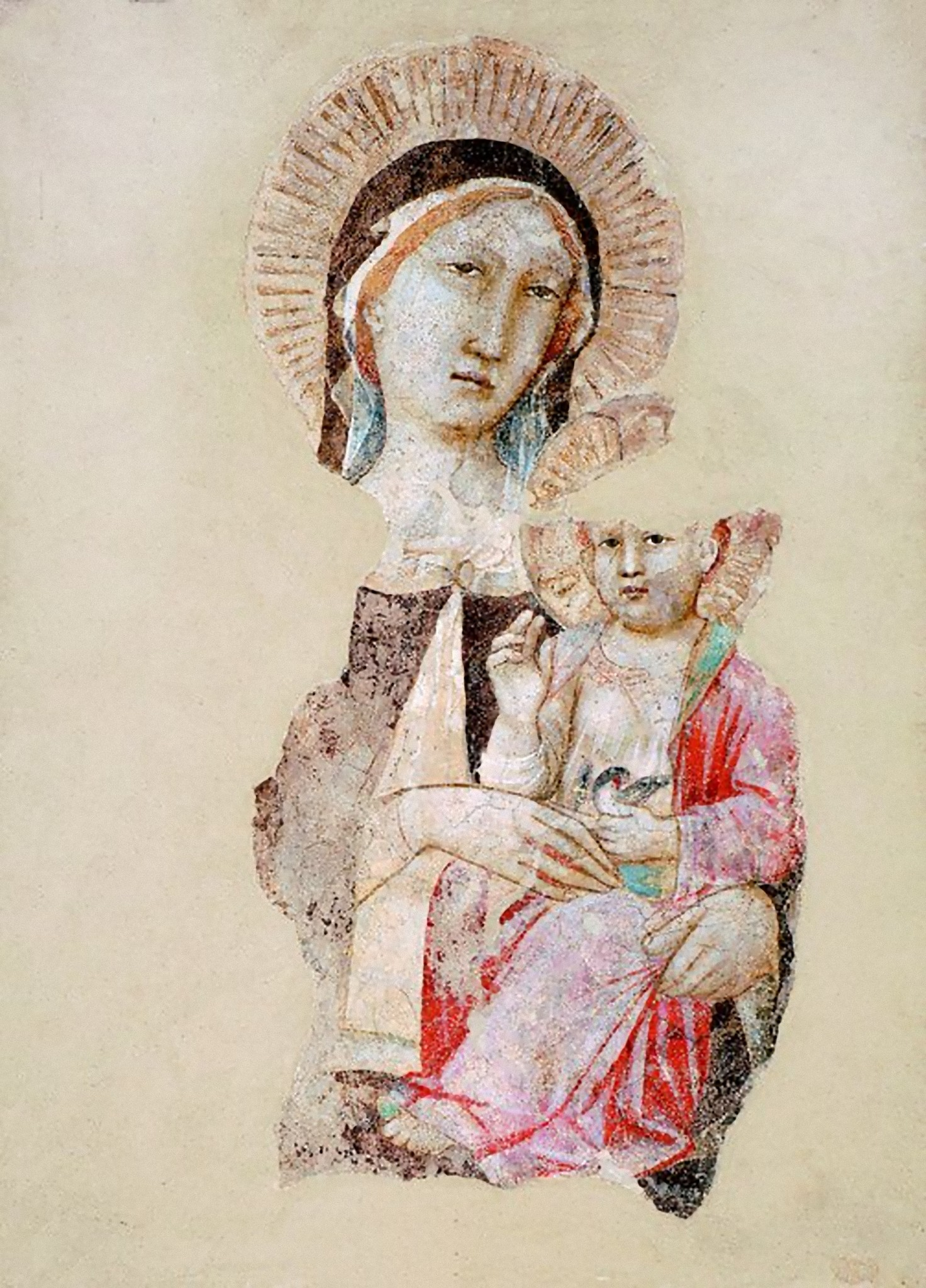
Madonna col Bambino 1392-1395, Affresco staccato su masonite Prato, Museo Civico di Palazzo Pretorio